# 1011 Laodamia
1011 Laodamia è un asteroide areosecante. Scoperto nel 1924, presenta un'orbita caratterizzata da un semiasse maggiore pari a 2,3924252 UA e da un'eccentricità di 0,3503877, inclinata di 5,49292° rispetto all'eclittica.
Il nome dato a questo asteroide si può riferire a due personaggi della mitologia greca di nome Laodamia. Una era la figlia di Acasto e moglie di Protesilao. L'altra era figlia di Bellerofonte e di Achemone.